# 烏丸資慶
烏丸 資慶（からすまる すけよし）は、江戸時代前期の公卿・歌人。烏丸光賢の子。母は細川忠興の娘・まん。官位は正二位・権大納言。烏丸家11代当主。

## 経歴
歌道に秀でていた為、後水尾上皇から後西天皇・中院通茂と共に古今伝授を受けた。また、細川家と深い姻戚関係にあり、細川幽斎より伝授された聞書・切紙等を伝領していたので、上皇より伝授されたそれらを進上するように命じられた。また、弟子の遠藤常友より依頼され、東常縁の和歌を編集して『常緑集』として編集にとりかかるも没し資慶死後は光雄が受け継ぎ、2代に渡って寛文11年（1671年）に完成させている。所領のあった太秦に法雲院を造営し、祖父の烏丸光広を祀った。

## 系譜
- 正室：清閑寺共房娘
  - 男子：烏丸光雄
  - 男子：桜野順光
  - 女子：房 - 松井直之[3]室
- 生母不明の子女
  - 女子：七条隆豊室
- 養子
  - 女子：深達院 - 園基音娘、阿部正春室